# Phú, Diên An
Phú huyện (giản thể: 富县; phồn thể: 富縣; bính âm: Fù Xiàn, Hán Việt: Phú huyện) là một huyện thuộc địa cấp thị Diên An (延安市), tỉnh Thiểm Tây, Cộng hòa Nhân dân Trung Hoa. Huyện này có diện tích 4.179,9 kilômét vuông (1.613,9 dặm vuông Anh) và dân số thường trú là 150.500 vào năm 2012.

## Phân cấp hành chính
Huyện được chia thành một nhai đạo, sáu trấn và một hương.

## Địa lý

### Khí hậu
| Dữ liệu khí hậu của Phú huyện, cao độ 984 m (3.228 ft), (bình thường 1991–2020, kỷ lục 1981–2010) | Dữ liệu khí hậu của Phú huyện, cao độ 984 m (3.228 ft), (bình thường 1991–2020, kỷ lục 1981–2010) | Dữ liệu khí hậu của Phú huyện, cao độ 984 m (3.228 ft), (bình thường 1991–2020, kỷ lục 1981–2010) | Dữ liệu khí hậu của Phú huyện, cao độ 984 m (3.228 ft), (bình thường 1991–2020, kỷ lục 1981–2010) | Dữ liệu khí hậu của Phú huyện, cao độ 984 m (3.228 ft), (bình thường 1991–2020, kỷ lục 1981–2010) | Dữ liệu khí hậu của Phú huyện, cao độ 984 m (3.228 ft), (bình thường 1991–2020, kỷ lục 1981–2010) | Dữ liệu khí hậu của Phú huyện, cao độ 984 m (3.228 ft), (bình thường 1991–2020, kỷ lục 1981–2010) | Dữ liệu khí hậu của Phú huyện, cao độ 984 m (3.228 ft), (bình thường 1991–2020, kỷ lục 1981–2010) | Dữ liệu khí hậu của Phú huyện, cao độ 984 m (3.228 ft), (bình thường 1991–2020, kỷ lục 1981–2010) | Dữ liệu khí hậu của Phú huyện, cao độ 984 m (3.228 ft), (bình thường 1991–2020, kỷ lục 1981–2010) | Dữ liệu khí hậu của Phú huyện, cao độ 984 m (3.228 ft), (bình thường 1991–2020, kỷ lục 1981–2010) | Dữ liệu khí hậu của Phú huyện, cao độ 984 m (3.228 ft), (bình thường 1991–2020, kỷ lục 1981–2010) | Dữ liệu khí hậu của Phú huyện, cao độ 984 m (3.228 ft), (bình thường 1991–2020, kỷ lục 1981–2010) | Dữ liệu khí hậu của Phú huyện, cao độ 984 m (3.228 ft), (bình thường 1991–2020, kỷ lục 1981–2010) |
| Tháng                                                                                             | 1                                                                                                 | 2                                                                                                 | 3                                                                                                 | 4                                                                                                 | 5                                                                                                 | 6                                                                                                 | 7                                                                                                 | 8                                                                                                 | 9                                                                                                 | 10                                                                                                | 11                                                                                                | 12                                                                                                | Năm                                                                                               |
| ------------------------------------------------------------------------------------------------- | ------------------------------------------------------------------------------------------------- | ------------------------------------------------------------------------------------------------- | ------------------------------------------------------------------------------------------------- | ------------------------------------------------------------------------------------------------- | ------------------------------------------------------------------------------------------------- | ------------------------------------------------------------------------------------------------- | ------------------------------------------------------------------------------------------------- | ------------------------------------------------------------------------------------------------- | ------------------------------------------------------------------------------------------------- | ------------------------------------------------------------------------------------------------- | ------------------------------------------------------------------------------------------------- | ------------------------------------------------------------------------------------------------- | ------------------------------------------------------------------------------------------------- |
| Cao kỉ lục °C (°F)                                                                                | 16.3 (61.3)                                                                                       | 23.9 (75.0)                                                                                       | 30.2 (86.4)                                                                                       | 36.3 (97.3)                                                                                       | 36.8 (98.2)                                                                                       | 38.8 (101.8)                                                                                      | 36.9 (98.4)                                                                                       | 36.3 (97.3)                                                                                       | 36.8 (98.2)                                                                                       | 29.7 (85.5)                                                                                       | 25.0 (77.0)                                                                                       | 18.6 (65.5)                                                                                       | 38.8 (101.8)                                                                                      |
| Trung bình ngày tối đa °C (°F)                                                                    | 3.6 (38.5)                                                                                        | 7.8 (46.0)                                                                                        | 14.1 (57.4)                                                                                       | 21.2 (70.2)                                                                                       | 25.2 (77.4)                                                                                       | 28.3 (82.9)                                                                                       | 30.0 (86.0)                                                                                       | 28.2 (82.8)                                                                                       | 23.4 (74.1)                                                                                       | 17.9 (64.2)                                                                                       | 11.4 (52.5)                                                                                       | 5.0 (41.0)                                                                                        | 18.0 (64.4)                                                                                       |
| Trung bình ngày °C (°F)                                                                           | −5.7 (21.7)                                                                                       | −1.2 (29.8)                                                                                       | 5.1 (41.2)                                                                                        | 12.0 (53.6)                                                                                       | 17.2 (63.0)                                                                                       | 20.6 (69.1)                                                                                       | 23.0 (73.4)                                                                                       | 21.3 (70.3)                                                                                       | 16.1 (61.0)                                                                                       | 9.5 (49.1)                                                                                        | 2.4 (36.3)                                                                                        | −4.2 (24.4)                                                                                       | 9.7 (49.4)                                                                                        |
| Tối thiểu trung bình ngày °C (°F)                                                                 | −12.3 (9.9)                                                                                       | −7.8 (18.0)                                                                                       | −2.1 (28.2)                                                                                       | 3.9 (39.0)                                                                                        | 11.2 (52.2)                                                                                       | 15.1 (59.2)                                                                                       | 18.0 (64.4)                                                                                       | 16.4 (61.5)                                                                                       | 11.3 (52.3)                                                                                       | 4.0 (39.2)                                                                                        | −3.5 (25.7)                                                                                       | −10.3 (13.5)                                                                                      | 3.7 (38.6)                                                                                        |
| Thấp kỉ lục °C (°F)                                                                               | −26.5 (−15.7)                                                                                     | −20.1 (−4.2)                                                                                      | −18.5 (−1.3)                                                                                      | −8.0 (17.6)                                                                                       | −4.0 (24.8)                                                                                       | 3.6 (38.5)                                                                                        | 8.1 (46.6)                                                                                        | 6.8 (44.2)                                                                                        | −2.4 (27.7)                                                                                       | −10.8 (12.6)                                                                                      | −19.6 (−3.3)                                                                                      | −26.3 (−15.3)                                                                                     | −26.5 (−15.7)                                                                                     |
| Lượng Giáng thủy trung bình mm (inches)                                                           | 4.8 (0.19)                                                                                        | 7.9 (0.31)                                                                                        | 16.5 (0.65)                                                                                       | 30.4 (1.20)                                                                                       | 64.4 (2.54)                                                                                       | 88.4 (3.48)                                                                                       | 124.2 (4.89)                                                                                      | 110.7 (4.36)                                                                                      | 77.6 (3.06)                                                                                       | 43.1 (1.70)                                                                                       | 16.9 (0.67)                                                                                       | 3.1 (0.12)                                                                                        | 588 (23.17)                                                                                       |
| Số ngày giáng thủy trung bình (≥ 0.1 mm)                                                          | 2.7                                                                                               | 3.7                                                                                               | 5.0                                                                                               | 6.9                                                                                               | 8.7                                                                                               | 9.5                                                                                               | 13.3                                                                                              | 11.9                                                                                              | 10.7                                                                                              | 8.7                                                                                               | 5.1                                                                                               | 2.4                                                                                               | 88.6                                                                                              |
| Số ngày tuyết rơi trung bình                                                                      | 4.5                                                                                               | 4.8                                                                                               | 2.7                                                                                               | 0.5                                                                                               | 0                                                                                                 | 0                                                                                                 | 0                                                                                                 | 0                                                                                                 | 0                                                                                                 | 0.3                                                                                               | 2.4                                                                                               | 3.6                                                                                               | 18.8                                                                                              |
| Độ ẩm tương đối trung bình (%)                                                                    | 59                                                                                                | 57                                                                                                | 54                                                                                                | 53                                                                                                | 68                                                                                                | 73                                                                                                | 76                                                                                                | 79                                                                                                | 79                                                                                                | 75                                                                                                | 68                                                                                                | 61                                                                                                | 67                                                                                                |
| Số giờ nắng trung bình tháng                                                                      | 194.2                                                                                             | 181.3                                                                                             | 216.3                                                                                             | 231.1                                                                                             | 244.0                                                                                             | 230.5                                                                                             | 214.8                                                                                             | 196.7                                                                                             | 161.9                                                                                             | 169.9                                                                                             | 173.2                                                                                             | 191.8                                                                                             | 2.405,7                                                                                           |
| Phần trăm nắng có thể                                                                             | 62                                                                                                | 59                                                                                                | 58                                                                                                | 58                                                                                                | 56                                                                                                | 53                                                                                                | 49                                                                                                | 48                                                                                                | 44                                                                                                | 49                                                                                                | 57                                                                                                | 64                                                                                                | 55                                                                                                |
| Nguồn: Cơ quan khí tượng Trung Quốc                                                               |                                                                                                   |                                                                                                   |                                                                                                   |                                                                                                   |                                                                                                   |                                                                                                   |                                                                                                   |                                                                                                   |                                                                                                   |                                                                                                   |                                                                                                   |                                                                                                   |                                                                                                   |

## Lịch sử
Phú huyện có tên tiếng Trung 鄜县 (bính âm: Fū Xiàn) cho đến năm 1964, khi Quốc vụ viện Cộng hòa Nhân dân Trung Hoa đổi tên huyện thành tên hiện tại, 富县 (bính âm: Fù Xiàn).

## Giáo dục
Huyện có tổng cộng 70 trường học thuộc nhiều loại hình khác nhau, tuyển dụng 2.077 nhân viên toàn thời gian và thêm 1.714 nhân viên bổ sung.